# 韦尔泰绍乔
韦尔泰绍乔，是匈牙利费耶尔州所辖的一个村。总面积36.19平方公里，总人口1717，人口密度47.4人/平方公里（2011年1月1日）。